# Чубаров Борис Костянтинович
Борис Костянтинович Чубаров (? — ?) — радянський діяч, голова виконавчого комітету Приморської крайової ради депутатів трудящих, міністр автомобільного транспорту РРФСР. Депутат Верховної Ради СРСР 1-го скликання (1941—1946).

## Біографія
Закінчив Північно-Кавказький інститут сільськогосподарського машинобудування.
Член ВКП(б).
У грудні 1939 — січні 1940 року — голова Організаційного комітету Президії Верховної Ради РРФСР по Приморському краю.
У січні 1940 — листопаді 1943 року — голова виконавчого комітету Приморської крайової ради депутатів трудящих.
На 1945 рік — 1-й заступник народного комісара автомобільного транспорту Російської РФСР.
29 листопада 1952 — 1 квітня 1953 року — міністр автомобільного транспорту РРФСР.
11 травня 1953 — 12 квітня 1954 року — міністр дорожного і транспортного господарства РРФСР.
12 квітня 1954 — 7 червня 1956 року — міністр автомобільного транспорту і шосейних доріг РРФСР.
Потім — на пенсії.

## Нагороди
- ордени
- медалі